# An Chang-rim
An Chang-rim (Kyoto, 2 marzo 1994) è un judoka sudcoreano.
Nel 2016 ha partecipato ai Giochi della XXXI Olimpiade nella categoria 73 kg vincendo al primo turno per ippon contro l'atleta siriano Mohamad Kasem e venendo eliminato al secondo turno per shido dal belga Dirk Van Tichelt.

## Palmares
- Giochi olimpici

Tokyo 2020: bronzo nei 73 kg.
- Mondiali

Astana 2015: bronzo nei 73kg;
Budapest 2017: bronzo nei 73kg.
Baku 2018: bronzo nella gara a squadre.
- Campionati asiatici

Kuwait 2015: oro nei 73kg;
Hong Kong 2017: oro nei 73kg.
- Universiade

Gwangju 2015: bronzo nei 73kg.

### Vittorie nel circuito IJF
| Data             | Località  | Paese               | Categoria |
| ---------------- | --------- | ------------------- | --------- |
| 28 novembre 2014 | Jeju      | Corea del Sud       | Gran Prix |
| 31 ottobre 2015  | Abu Dhabi | Emirati Arabi Uniti | Gran Slam |
| 27 novembre 2015 | Jeju      | Corea del Sud       | Gran Prix |
| 6 febbraio 2016  | Parigi    | Francia             | Gran Slam |
| 26 maggio 2018   | Hohhot    | Cina                | Gran Prix |